# Desastre minero de Nambija
El desastre minero de Nambija fue un deslizamiento de tierra que ocurrió en un asentamiento minero remoto en la parte sureste de Ecuador el 9 de mayo de 1993. Una parte de la montaña sobre las innumerables minas cedió y enterró a unas 300 personas. Nunca se sabrá un número definitivo, ya que no hay registros sobre el número de personas que viven o trabajan en Nambija. 

## Ubicación y deslizamiento
El asentamiento minero de Nambija está ubicado en la parte sureste de Ecuador, en lo alto de las montañas, en la provincia de Zamora-Chinchipe, a unos 30 km al este de Zamora, cerca de la frontera con Perú. Solo se puede llegar después de un viaje de tres horas por un camino de grava en mal estado, que solo se construyó en 1986. El pueblo en sí está situado en un valle, a 2600 m sobre el nivel del mar, construido en las empinadas laderas de las montañas. La mayoría de las casas están construidas justo en las entradas de los túneles de las minas, hechas de hierro corrugado y estaño. Las montañas están plagadas de dolencias y agujeros. El aire está húmedo y lleno de humos tóxicos del proceso minero, lo que convierte a Nambija en uno de los lugares más inhóspitos del mundo. Las lluvias torrenciales durante los días previos al desastre, que ablandaron aún más el suelo, empeoraron las cosas. Nambija tiene el título de ser "La ciudad de oro más peligrosa del mundo". Esto se debe al hecho de que las tasas de violencia y criminalidad eran muy altas, comprensiblemente, si se consideran 10.000 personas viviendo en un terreno de aproximadamente 1 kilómetro cuadrado. Las condiciones de trabajo y de vida también jugaron un papel en este título. Cada familia tenía su propia mina, los pozos de las minas golpeaban otras minas, incluso los principios básicos de la estática pasaban desapercibidos. Por lo tanto, las montañas alrededor de Nambija estaban virtualmente huecas en 1990, y los expertos advirtieron que una mayor minería aumentaría drásticamente la probabilidad de un deslizamiento de tierra. Además, las vibraciones de la enorme planta trituradora de rocas en el centro de la ciudad eran motivo de temor. Luego, en la tarde del 9 de mayo de 1993, Día de la Madre, se derrumbó gran parte de la montaña al final del valle, arriba de las minas y parte del pueblo. Cerca de 80 casas fueron destruidas, con un estimado de 200-250 personas viviendo en ellas. Muchas de las casas funcionaron como chozas de entrada a las minas, y las personas que trabajaban allí fueron enterradas. Las operaciones de rescate fueron difíciles, ya que el sitio es muy difícil de alcanzar. Sin embargo, para la gente de allí, el desastre es solo una parte de su vida diaria. En las partes no afectadas del asentamiento, prosiguió la minería.

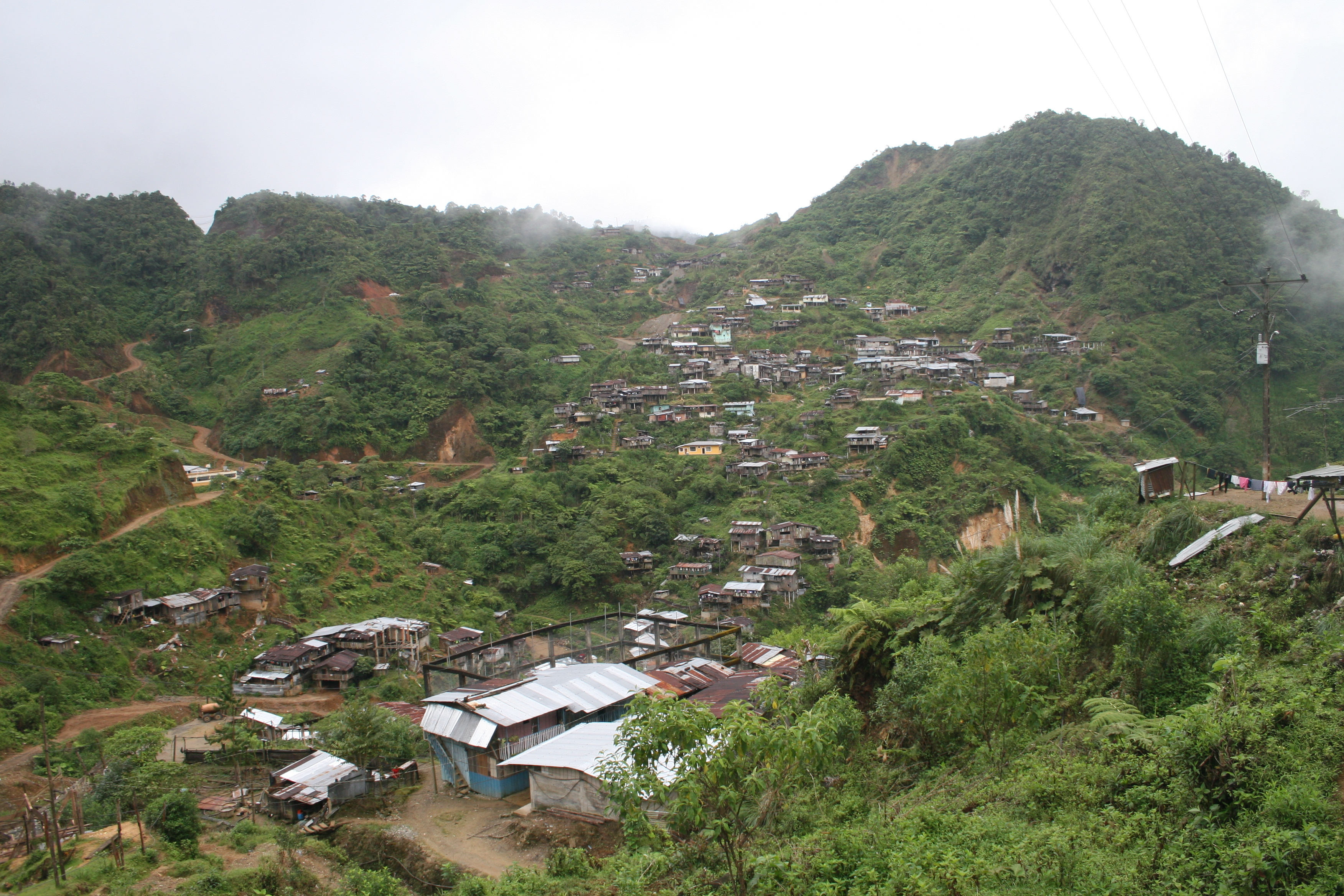
Vista de Nambija

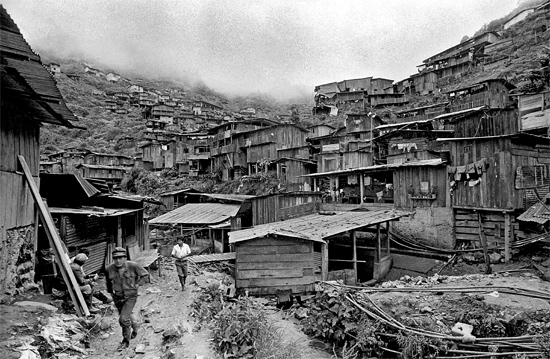
Nambija en 1993

## Víctimas y damnificados
No se puede encontrar un número confiable de víctimas, y probablemente nunca se encontrará. Las primeras estimaciones hablaban de unas 80 personas muertas, las cifras posteriores llegaron a 400. La ubicación del deslizamiento, claramente visible incluso hoy, es un cementerio oficial, y muchas de las personas enterradas en el desastre aún yacen bajo la montaña. Dado que nadie sabe el número de personas que viven y trabajan en Nambija en un momento dado, es imposible hacer un recuento exacto de las personas muertas. Aun así, aparte de las catastróficas condiciones de vida y de trabajo, los eventos de este único día representan uno de los peores desastres mineros de la historia y siguen siendo prácticamente desconocidos debido a la lejanía del sitio.